# 2907 Nekrasov
2907 Nekrasov este un asteroid din centura principală, descoperit pe 3 octombrie 1975 de Liudmila Cernîh.